# Franz Wilhelm I. von Hohenems

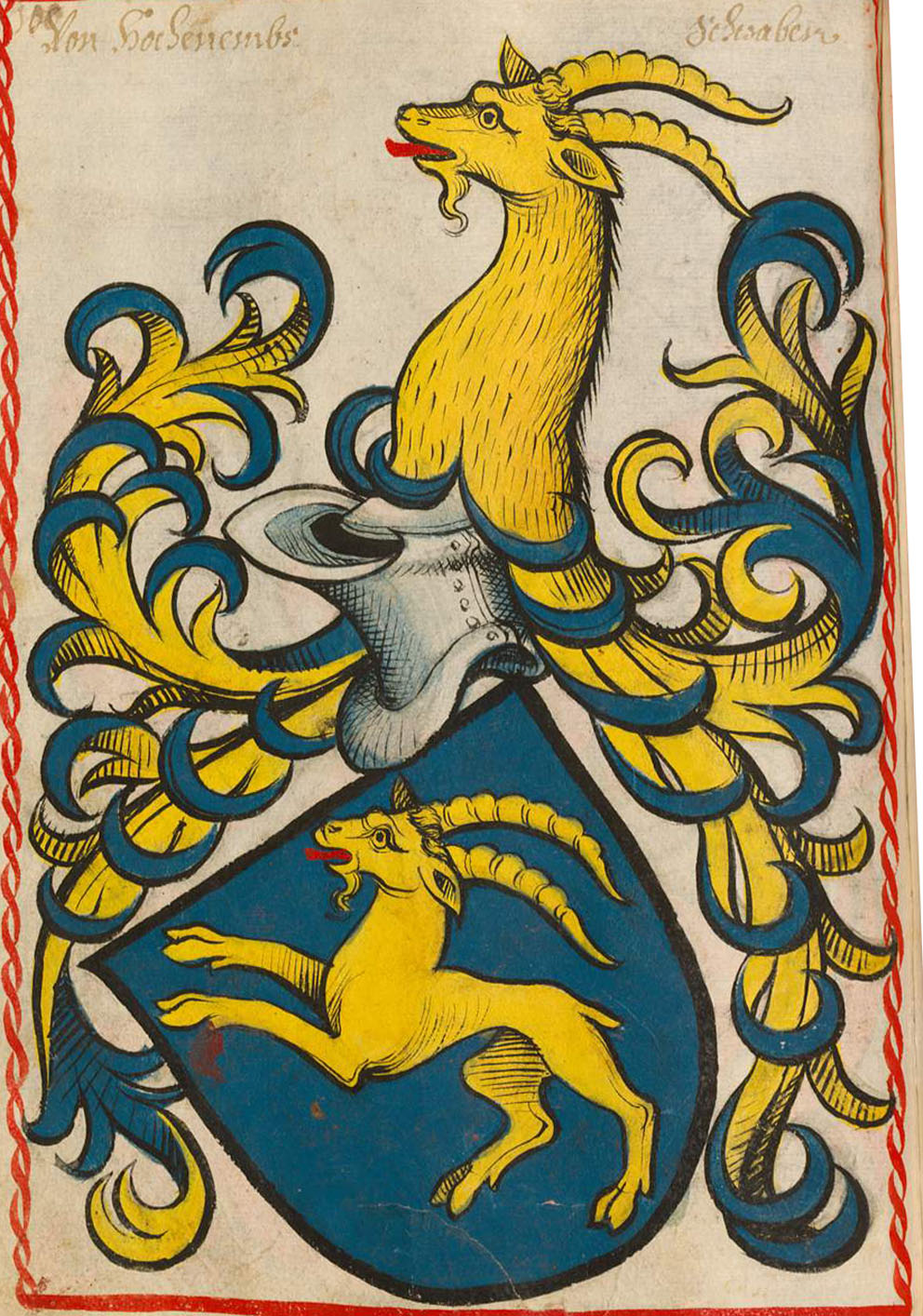
Wappen der Herren von Ems in Scheiblers Wappenbuch von 1450

Franz Wilhelm I. von Hohenems (* 1628 in Ensisheim, Elsass; † 19. September 1662 in Chur, Schweiz) war ein Graf aus dem Adelsgeschlecht Hohenems. Er spielte eine wichtige Rolle bei der Entstehung des Fürstentums Liechtenstein.

## Leben
Franz Wilhelm I. von Hohenems war der Sohn von Jakob Hannibal II. von Hohenems und der Prinzessin Franziska Katharina von Hohenzollern-Hechingen und war ein Enkel von Kaspar von Hohenems. Sein Grossvater hatte die Gebiete des heutigen Liechtenstein von Karl Ludwig zu Sulz 1613 käuflich erworben. Franz Wilhelm I. hatte einen älteren Bruder Karl Friedrich von Hohenems und eine Schwester mit Namen Anna Katharina von Hohenems sowie eine Stiefschwester mit Namen Johanna Eleonore von Hohenems. Die Jahre von 1637 bis 1640 verbrachte er zusammen mit seinem Bruder in Innsbruck. Nach dem Tod seines Vaters am 10. April 1646 übernahm er zusammen mit seinem Bruder die Herrschaft über die geerbten Gebiete. Am 9. April 1647 bestätigte Kaiser Ferdinand III. den beiden Brüdern alle ihre Privilegien und Lehen. Neben der reichsunmittelbaren Grafschaft Hohenems umfassten diese die ebenfalls reichsunmittelbare Herrschaft Schellenberg und die Grafschaft Vaduz, das Lehen über das Erzbistum Salzburg und die Grafschaft Gallarate bei Mailand im heutigen Italien. Auf das Lehen des Erzbistums Salzburg verzichteten die Brüder im Jahr 1651. Von 1648 bis 1651 liessen sie zahlreiche Hexenprozesse im Gebiet des heutigen Liechtenstein durchführen. Die Brüder führten ein aufwendiges Leben, liessen zahlreiche Bauwerke in ihren Gebieten errichten und verschuldeten sich dadurch stark. Deshalb waren sie gezwungen die Grafschaft Gallarate 1654 an die Visconti zu verkaufen.
Auch teilten sie im selben Jahr ihr verbliebenes Herrschaftsgebiet. Karl Friedrich wurde alleiniger Herrscher der Grafschaft Hohenems während Franz Wilhelm I. die alleinige Herrschaft über Schellenberg und Vaduz übernahm. Diese Landteilung führte zu der noch heute bestehenden Grenze zwischen Österreich und Liechtenstein.
Franz Wilhelm I. führte ein strenges Regime über seine Untertanen. Er liess Abgaben und Steuern erhöhen, die Bewohner verarmten. Auch rekrutierte er Soldaten für die spanische Krone. 1662 beklagten sich Landammänner und Gerichtsleute über die ausserordentlichen Lasten sowie über die ungewohnte Härte des Regenten beim Kaiser. Doch im selben Jahr verstarb der Graf unerwartet im Alter von 34 Jahren. Er hatte 5 Kinder, von denen 2 bereits im Kindesalter starben. Seine überlebenden Söhne Ferdinand Karl von Hohenems, Jakob Hannibal III. von Hohenems und Franz Wilhelm II. von Hohenems waren alle zu jung, um die Herrschaft zu übernehmen. Deshalb wurde die Verwaltung von Schellenberg und Vaduz von deren Mutter, der Landgräfin Eleonora Katharina von Fürstenberg und deren Onkel Karl Friedrich, dem älteren Bruder von Franz Wilhelm I., bis zu ihrer Volljährigkeit übernommen.